# Милан Божић
Милан Божић (Београд, 30. март 1952) је српски политичар и математичар. Био је вршилац дужности градоначелника Београда од 30. септембра 1997, до 22. јануара 1999. године, након претходне смене Зорана Ђинђића са тог места. У Београду је завршио математичку гимназију, на ПМФ-у је магистрирао 1978, а докторирао 1983. године. Од 2011. је члан СНС-а.